# Алматы (хоккейный клуб)

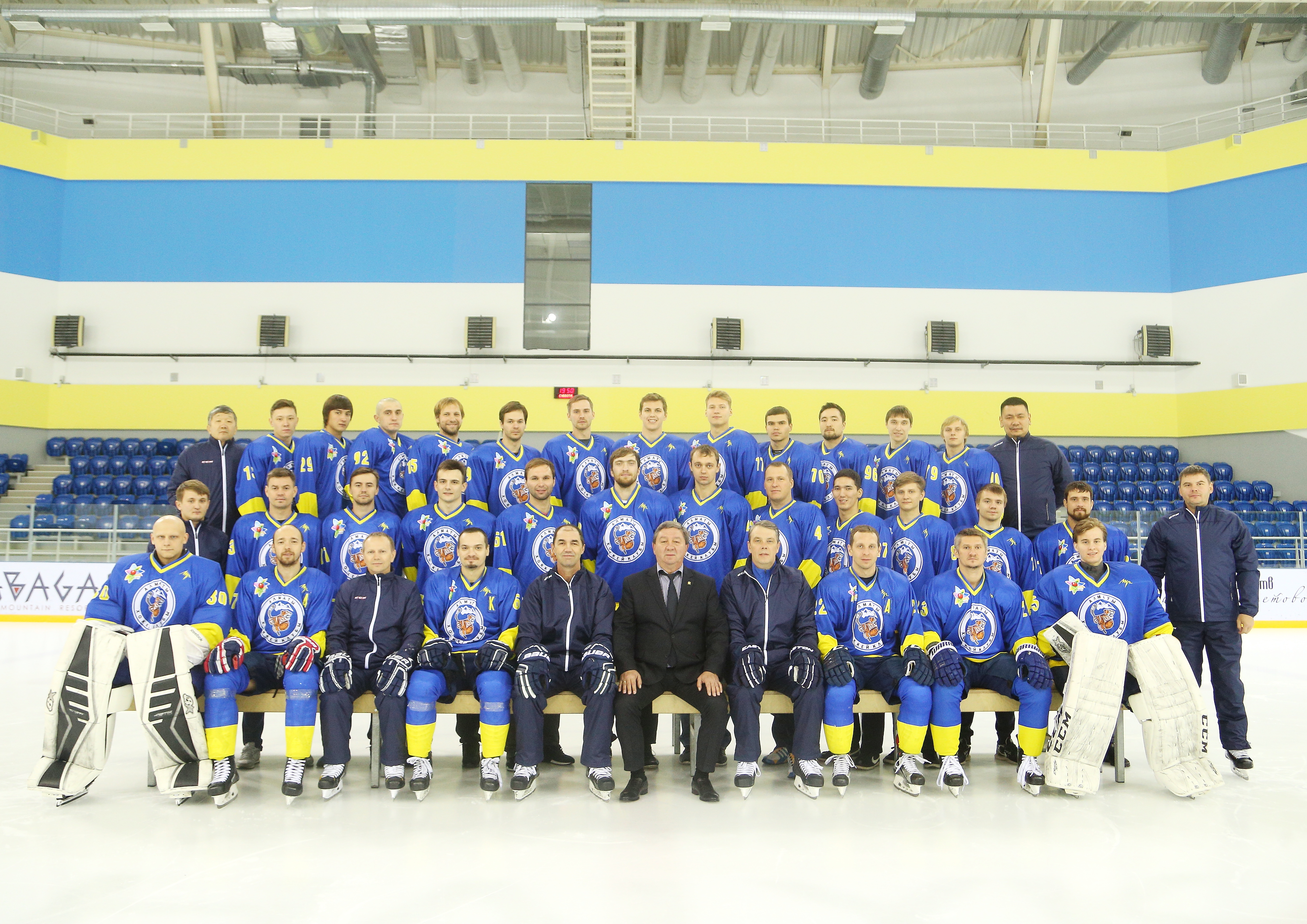
Хоккейный клуб «Алматы» в сезоне 2017/2018

«Алматы» (каз. Almaty) — казахстанский хоккейный клуб в городе Алматы, участник Pro Hokei Ligasy среди мужских команд.
Основан 20 августа 2010 года при Управлении физической культуры и спорта города Алма-Ата, ранее город представлял клуб «Енбек», распавшийся в 2009 году. Первым тренером стал Александр Высоцкий. В своём первом сезоне клуб занял предпоследнее 9-е место в ОЧРК. Домашней ареной клуба с сезона 2020 года является «Халык Арена», вместимостью 3 200 болельщиков. Достижения
Кубок Казахстана
- Бронза (1): 2016

Чемпионат Казахстана
- Третье место в регулярном чемпионате: сезон 2019/2020

## Главные тренеры
- 2010—2012  Александр Высоцкий
- 2012—2015  Олег Болякин
- 2015—2016  Игорь Назаров
- 2016—2017  Александр Трофимов
- 2017—2018  Игорь Дорохин
- 2018—2019  Владимир Громилин
- 2019—2020  Владимир Капуловский
- 2020—2020  Павел Дума
- 2020—2021  Владимир Князев
- 2021—2021  Евгений Штайгер
- 2021—2022  Олег Шулаев
- 2022—2023  Андрей Спиридонов

## Halyk Arena
Многофункциональный ледовый комплекс «Halyk Arena» расположен в восточной части города Алматы.
Количество мест для зрителей: 3 200